# Riu Walla Walla
El Walla Walla és un afluent del riu Columbia, al que s'hi uneix just a sobre de Wallula Gap al sud-est de Washington als Estats Units. El riu travessa consecutivament el comtat d'Umatilla, Oregon, i el comtat de Walla Walla, Washington. La seva conca abasta una superfície de 1,758 milles quadrades (4,550 km2). Es testimonien diverses variants gràfiques del seu topònim com ara Wallow Wallows, Wollah Wollah, Wollaw Wolla, Woller Woller
Les capçaleres del Walla Walla són a les Blue Mountains al nord-est d'Oregon. El riu neix a resultes de la confluència del North Fork i el South Fork. La confluència de North i South Fork es troba a l'est de Milton-Freewater, Oregon. El riu discorre cap a l'est per arribar a Milton–Freewater, que es troba a la seva riba, i després davalla cap al nord passant Milton–Freewater.
El riu Walla Walla es dirigeix al sud-oest de la ciutat de Walla Walla a la vall de Walla Walla.
El riu Touchet s'uneix al Walla Walla a la localitat de Touchet, Washington. El cabal mitjà anual del riu Walla Walla just a sota de la confluència del riu Touchet és de 1,212 cu ft/s (34.3 m3/s) . La descàrrega màxima registrada va ser de 20,300 cu ft/s (570 m3/s) el 1964.
El riu entra al Columbia una milla al sud de la ciutat de Wallula just al nord de Wallula Gap. Aquest tram del riu Columbia s'anomena Wallula Lake, l'embassament creat per la presa McNary.
- Aerogeneradors sobre la part inferior de Walla Walla. Riu esgotat per la retirada d'aigua de reg.
- El South Fork del Walla Walla a Harris Park, 13 milles (21 km) prop de Milton-Freewater, Oregon
- El North Fork prop de Milton-Freewater
- Wallula Gap, on el Walla Walla conflueix amb el Columbia, prop de Fort Nez Percés, mirant cap al sud